# Strobilanthes rex
Strobilanthes rex är en akantusväxtart som beskrevs av C. B. Cl.. Strobilanthes rex ingår i släktet Strobilanthes och familjen akantusväxter. Inga underarter finns listade i Catalogue of Life.